# Nicolao Merker
Nicolao Merker (Trento, 26 marzo 1931 – Roma, 14 febbraio 2016) è stato un filosofo, germanista e saggista italiano.

## Biografia
Si laurea in Filosofia all'Università di Messina nel 1953. Trascorse un periodo di ricerche in Germania negli anni 1954-'55. Allievo di Galvano Della Volpe, divenne libero docente di Storia della Filosofia e docente incaricato di Storia delle dottrine politiche all'Università di Messina. Dal 1972 fu docente ordinario di Storia della Filosofia nello stesso ateneo e, dal 1974, ordinario all'Università La Sapienza di Roma alla Facoltà di Lettere e Filosofia, e poi alla facoltà di Filosofia.
Ha curato edizioni italiane di classici dell'età della Riforma, dell'Illuminismo e dell'idealismo tedeschi, nonché di Marx, Engels e dell'austromarxismo. Studioso di Marx, ci ha consegnato un repertorio critico ed approfondito riguardante il  filosofo; fu autore di una sua diffusa biografia, dalla quale emerge un Marx profondamente inserito nella cultura e nelle aspirazioni del suo tempo. Dopo essersi occupato dei problemi lasciati aperti dalla Seconda Guerra mondiale, si è occupato dell'idea di nazione, dell'ideologia colonialista e infine del fenomeno populista: sempre con uno stile brillante, denso e puntuale. Da ricordare la sua opera di divulgazione della storia della filosofia. Molto amato dai suoi studenti, ha lasciato anche circa trenta voci scritte per l'enciclopedia filosofica di Bompiani, fra cui ricordiamo quelle dedicate ad Heinrich Heine, Thomas Mann, Stefan Zweig.

## Opere
- Le origini della logica hegeliana. Hegel a Jena, Milano, Feltrinelli, 1961.
- L'illuminismo tedesco. Età di Lessing, Bari, Laterza, 1968.
- Lessing e il suo tempo, con altri, Cremona, Libreria del Convegno, 1972.
- Marxismo e storia delle idee, Roma, Editori Riuniti, 1974.
- Storia della filosofia, VIII, La filosofia moderna. Il Settecento, con Paolo Casini, Milano, Vallardi, 1975.
- Alle origini dell'ideologia tedesca. Rivoluzione e utopia nel giacobinismo, Roma-Bari, Laterza, 1977.
- Storia della filosofia, diretta da, 3 voll., Roma, Editori Riuniti, 1982; 1984; Storia delle filosofie, diretta da, 3 voll., Firenze, Giunti Marzocco, 1988.
- Karl Marx (1818–1883), Roma, Editori Riuniti, 1983. ISBN 88-359-2597-5.
- Johann Benjamin Erhard, in L'albero della Rivoluzione. Le interpretazioni della rivoluzione francese, Torino, Einaudi, 1989. ISBN 88-06-11562-6.
- La Germania. Storia di una cultura da Lutero a Weimar, Roma, Editori Riuniti, 1990 e 2016. ISBN 88-359-3365-X.
- Introduzione a Lessing, Roma-Bari, Laterza, 1991. ISBN 88-420-3797-4.
- Il socialismo vietato. Miraggi e delusioni da Kautsky agli austromarxisti, Roma-Bari, Laterza, 1996. ISBN 88-420-5034-2.
- Storia della filosofia moderna e contemporanea, a cura di, 2 voll., Roma, Editori Riuniti, 1997. ISBN 88-359-4143-1.
- Il sangue e la terra. Due secoli di idee sulla nazione, Roma, Editori Riuniti, 2001. ISBN 88-359-4918-1.
- Atlante storico della filosofia, Roma, Editori Riuniti, 2002. ISBN 88-359-5154-2; 2004. ISBN 88-359-5571-8.
- Europa oltre i mari. Il mito della missione di civiltà, Roma, Editori Riuniti, 2006. ISBN 88-359-5732-X.
- Filosofie del populismo, Roma-Bari, Laterza, 2009. ISBN 978-88-420-8918-6.
- Karl Marx. Vita e opere, Roma-Bari, Laterza, 2010. ISBN 978-88-420-9377-0.
- Il nazionalsocialismo. Storia di un'ideologia, Roma, Carocci, 2013. ISBN 978-88-430-6787-9.
- La guerra di Dio. Religione e nazionalismo nella Grande Guerra, Roma, Carocci, 2015. ISBN 978-88-430-7512-6.
- La Germania. Storia di una cultura da Lutero a Weimar, Roma, Editori Riuniti, 2016. ISBN 978-88-6473-192-6

### Curatele
- Georg Wilhelm Friedrich Hegel, Estetica, trad. di Nicolao Merker e Nicola Vaccaro, Milano, Feltrinelli, 1963; Torino, Einaudi, 1967.
- Immanuel Kant, La metafisica dei costumi, Bari, Laterza, 1970.
- Georg Wilhelm Friedrich Hegel, Rapporto dello scetticismo con la filosofia, Bari, Laterza, 1970.
- Paracelso, Scritti etico-politici, Bari, Laterza, 1971.
- György Lukács, Scritti politici giovanili, 1919-1928, Trad. Paolo Manganaro e Nicolao Merker, Bari, Laterza, 1972.
- Johann Gottfried Herder, James Burnett, Lord Monboddo, Linguaggio e società, a cura di Nicolao Merker e Lia Formigari, Roma-Bari, Laterza, 1973.
- Gotthold Ephraim Lessing, Religione, storia e società, Messina, La Libra, 1973.
- Immanuel Kant, Lo Stato di diritto, Roma, Editori Riuniti, 1973 e 2016.
- Georg Forster, Rivoluzione borghese ed emancipazione umana, Roma, Editori Riuniti, 1974.
- Wilhelm von Humboldt, Stato, società e storia, Roma, Editori Riuniti, 1974.
- Karl Marx, Friedrich Engels, Opere

I, 1835-1843, a cura di Mario Cingoli e Nicolao Merker, Roma, Editori Riuniti, 1980.
III, 1843-1844, Roma, Editori Riuniti, 1976.
XXIX, Scritti economici di Karl Marx. Luglio 1857-febbraio 1858, Roma, Editori Riuniti, 1986.
XXX, Scritti economici di Karl Marx. Marzo 1858-marzo 1859, Roma, Editori Riuniti, 1986.
- Johann Gottlieb Fichte, Lo Stato di tutto il popolo, Roma, Editori Riuniti, 1978 e 2016. ISBN 978-88-6473-175-9.
- Georg Wilhelm Friedrich Hegel, Il dominio della politica, Roma, Editori Riuniti, 1980.
- Lia Formigari, La scimmia e le stelle, Roma, Editori Riuniti, 1981.
- Barnaba Maj, Il mestiere dell'intellettuale, Roma, Editori Riuniti, 1981.
- Immanuel Kant, Stato di diritto e società civile, Roma, Editori Riuniti, 1982 e 2016. ISBN 88-359-0002-6; ISBN 978-88-6473-173-5.
- Johann Gottlieb Fichte, La missione del dotto, Roma, Editori Riuniti, 1982. ISBN 88-359-0005-0.
- Aa. Vv., Marx, un secolo, Roma, Editori Riuniti, 1983. ISBN 88-359-2562-2.
- Immanuel Kant, Per la pace perpetua. Un progetto filosofico e altri scritti, Roma, Editori Riuniti, 1984.
- Georg Wilhelm Friedrich Hegel, Detti memorabili di un filosofo, Roma, Editori Riuniti, 1986.
- Karl Marx, Friedrich Engels, La sacra famiglia, Roma, Editori Riuniti, 1986.
- Karl Marx, Friedrich Engels, La concezione materialistica della storia, Roma, Editori Riuniti, 1986 e 2016. ISBN 978-88-6473-248-0.
- Immanuel Kant, Che cos'è l'illuminismo?, Roma, Editori Riuniti, 1987.
- Gotthold Ephraim Lessing, La religione dell'umanità, Roma-Bari, Laterza, 1991. ISBN 88-420-3759-1.
- Georg Forster, Viaggio intorno al mondo, Roma-Bari, Laterza, 1991. ISBN 88-420-3809-1.
- Friedrich Engels, Viandante socialista, Soveria Mannelli, Rubbettino, 1993. ISBN 88-7284-046-5.
- Georg Wilhelm Friedrich Hegel, Dizionario delle idee, Roma, Editori Riuniti, 1996. ISBN 88-359-4048-6.
- Richard Osborne, Storia della filosofia a fumetti, Roma, Editori Riuniti, 1998. ISBN 88-359-4427-9.
- Otto Bauer, La questione nazionale, Roma, Editori Riuniti, 1999 e 2016. ISBN 978-88-6473-249-7.